# 甲黑颈鹤
甲黑颈鹤（學名：Ommata nigricollis）是天牛科家族中的一种甲虫，它是被桑托斯-席尔瓦、马丁斯以及克拉克三人在2010年共同命名。